# 小行星7581
小行星7581（英語：7581 Yudovich）是一颗围绕太阳公转的小行星。1990年11月14日，柳德米拉·卡拉季奇在克里米亚发现了此天体。
这颗小行星的绝对星等为28.90342257584764等。